# Estádio Municipal de Guamaré
O Estádio Municipal de Guamaré, ou Pajezão, como é mais conhecido, é o estádio de futebol da cidade de Guamaré, situada no norte do estado do Rio Grande do Norte. O estádio recebe as partidas do campeonato potiguar da 2ª divisão, disputadas pelo time da terra, o Guamaré EC.